# Vriesea altodaserrae
Vriesea altodaserrae är en gräsväxtart som beskrevs av Lyman Bradford Smith. Vriesea altodaserrae ingår i släktet Vriesea och familjen Bromeliaceae. Inga underarter finns listade i Catalogue of Life.